# Sinfonia n. 4 (Šostakovič)
La Sinfonia n. 4 in Do minore (Op. 43) di Dmitrij Šostakovič è stata scritta tra il  1934 ed il 1936, ed è stata eseguita per la prima volta il 30 dicembre del 1961.

## Storia
La Quarta sinfonia è stata scritta dal compositore russo nel periodo immediatamente successivo alla stroncatura della Pravda, il giornale culturale sovietico, della sua opera Lady Macbeth del Distretto di Mcensk. I timori di una nuova censura spinsero Šostakovič a fermare l'esecuzione della sinfonia poco prima che essa avesse luogo. L'opera venne ritirata e ripresa solamente nel 1961, quando venne eseguita da Kirill Petrovič Kondrašin e dall'Orchestra Filarmonica di Mosca nella Sala Grande del Conservatorio Čajkovskij di Mosca.

## Struttura
La sinfonia è composta da tre movimenti:

### Allegretto poco moderato
Questa colossale opera si apre con dei "ghigni" diabolici di xilofono e legni, che preludono ad un intervento di ottoni e archi. Il Primo movimento è ricco di diverse idee musicali, non totalmente sviluppate e lasciate spesso inconcluse.
L'Allegretto è composto da diversi episodi, spesso in contrasto tra loro: uno Scherzo, un tempo lento con solo di fagotto, un intervento di tutti i fiati e un Presto degli archi, in particolare i violini primi e le viole, che espongono una diabolica successione di semicrome per oltre centodieci battute.

### Moderato con moto
In questo secondo tempo all'insegna dei tempi ternari, l'influenza mahleriana si fa sentire ancora di più. Si possono ascoltare temi ricordanti il Laendler e alcuni suggestivi motivi pastorali.
La coda finale vede l'intervento delle percussioni, in un effetto simile al finale del Secondo concerto per violoncello dell'autore.

### Largo - Allegretto
Il terzo movimento è un brano immenso, che è costituito da un Largo e da cinque sezioni successive, che sono a loro volta potenzialmente indipendenti dal discorso generale del movimento. Una marcia funebre, sempre in stile mahleriano, è al centro del movimento, ed è esposta dal fagotto. Viene successivamente ripresa dagli altri strumenti a fiato, che vengono accompagnati dai bassi. La seconda sezione, l'Allegro in 3/4, si presenta con l'intervento di violini e viole.
La terza, molto ritmica ma serena, è affidata invece ai violoncelli e agli archi con sordina.
La quarta sezione, in 2/4, è uno Scherzo, in cui si succedono interventi di singoli strumenti.
La sezione finale del movimento comprende tre ostinati: prima i violoncelli e i contrabbassi, che sfumano in un morendo, poi agli archi si associano i timpani, con due note continuamente ribattute, e infine un pedale di 240 misure, che sfumano gradualmente il suono dell'epica, maestosa sinfonia.
Nel finale, dopo un corale di ottoni, una lunga coda ripropone l'idea iniziale, e nelle battute finali il suono sembra cessare definitivamente, in un morendo. Una corona sull'ultima battuta sembra cercare di prolungare ancora il brano.

## Registrazioni
- "Shostakovic, The symphonies", Vladimir Ashkenazy, Royal Philharmonic Orchestra